# Ecohidrología
La ecohidrología es una nueva interdisciplina que relaciona la hidrología con la ecología y los complejos procesos en el ciclo del agua o ciclo hidrológico. Esos procesos ocurren generalmente dentro de sistemas acuáticos (ríos, lagos, aguas subterráneas) y también en tierra o en el follaje vegetal. En el agua, la ecohidrología busca entender la regulación dual - cómo los procesos hidrológicos regulan a los ecológicos (por ejemplo, la liberación del régimen de los ríos regula a las especies y sus poblaciones que viven en ellos) y a la inversa, como un proceso ecológico puede subsecuentemente regular a uno hidrológico (por ejemplo, como presas de contención en las cabeceras y tierras húmedas localizadas más abajo, regulan los tiempos de liberación) - a escala de la base de un río. Así con la ecohidrología sea integran los conocimientos de esos dos procesos y se usan para encontrar soluciones innovadoras a los problemas de la degradación de las cuencas de los ríos. En tierra, se hace hincapié en la transpiración y los balances energéticos termodinámicos en la superficie terrestre.

## Concepto Clave
El ciclo hidrológico describe el flujo y movimiento del agua a través de la tierra; el continuo tierra-planta-atmósfera, entonces los ecosistemas en movimiento (lóticos) y los de aguas estáticas (leníticos), y últimamente los ecosistemas de los estuarios y de las cosas marinas. Todas esas fases de agua retornan a la atmósfera a través de la evaporación y de la transpiración. 
Una parte muy importante del estudio de la ecohidrología es la estructura y los procesos de los ecosistemas acuáticos así como ellos son afectados y afectan a la hidrología, geomorfología y química del agua. Las interacciones sobre la vegetación, la superficie terrestre, y las zonas vadosas son otras importantes áreas de estudio de la ecohidrología.

## Principios
Los principios de la ecohidrología son expresados en tres componentes secuenciales:
1. Hidrológico: La cuantificación del ciclo hidrológico en una cuenca, puede ser un referente para una integración funcional de los procesos hidrológicos y biológicos. 
2. Ecológico: La integración de los procesos en las cuencas de los ríos pueden ser encaminados de manera que aumente la capacidad de transporte de la cuenca y mejore su servicio en al ecosistema.
3. Ingeniería ecológica: La regulación de los procesos ecológicos e hidrológicos, basados en un acercamiento a un sistema integrado,  es en efecto, una nueva herramienta para una Integral Gestión de la Cuenca acuática. 
La forma de expresarlo como hipótesis testable (Zalewski et al, 1997) podría ser tal: -H1: Los procesos hídrológicos generalmente regulan a la biota H2: La biota puede ser usada como una herramienta para regular el proceso hidrológico H3: Los dos tipos de regulación (H1 y H2) pueden ser integrados con dos infraestructuras hidráulico-técnica para alcanzar agua y servicios del ecosistema de forma sostenible.

## Vegetación y estrés hídrico
Un concepto fundamental en ecohidrología es que la fisiología de la planta está directamente unida a la accesibilidad al agua. Donde    hay agua abundante como en la selva tropical, las plantas en crecimiento son más dependientes de la accesibilidad a los nutrientes. Sin embargo, en áreas semiáridas, como en las sabanas africanas, el tipo de vegetación y su distribución está directamente relacionado con la cantidad de agua que las plantas pueden extraer de la tierra. Cuando el agua de la tierra es insuficiente, las condiciones de estrés hídrico ocurren. Las plantas bajo estrés hídrico tienen una menor capacidad de transpiración y fotosíntesis a través de una cantidad de respuestas, incluyendo el cierre de los estomas. Esta disminución en el flujo del agua del canopeo y el flujo del dióxido de carbono puede tener un impacto en el clima y condiciones meteorológicas circundantes.

## Dinámica de la humedad del suelo
La humedad del suelo es un término general que describe la cantidad de agua en la zona de vadosa, o la porción insaturada de suelo sobre la tierra. Desde que las plantas dependen de esta agua para llevar procesos biológicos críticos, la humedad del suelo se integrae en el estudio de la ecohidrología. La humedad del suelo es generalmente descrita como contenido en agua, θ, o saturación, S. Esos términos son relacionados por la porosidad, n, a través de la ecuación {\displaystyle \theta =nS}. Los cambios en la humedad del suelo a lo largo del tiempo son conocidos como dinámica de la humedad del suelo.